# Bob Fitch

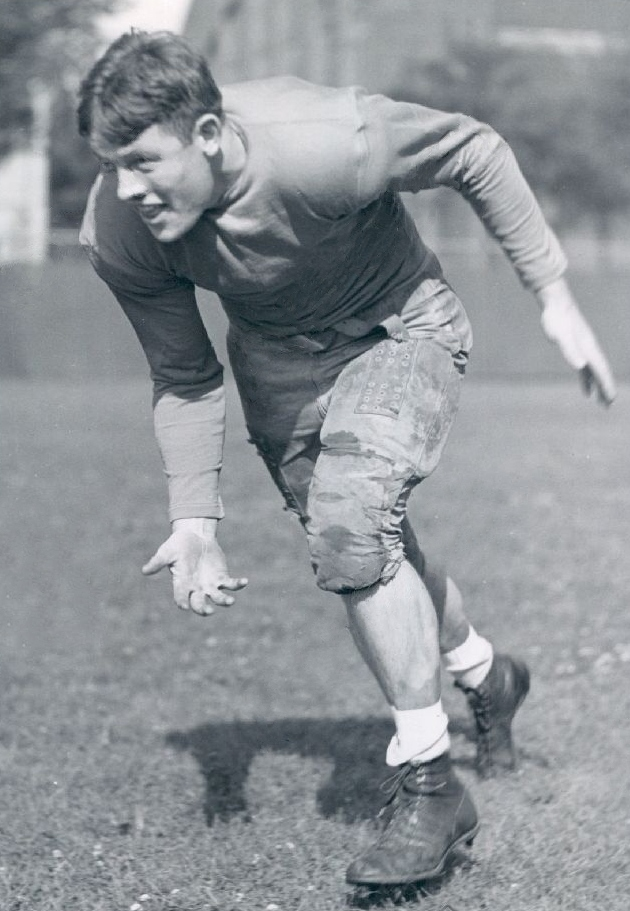
Bob Fitch, 1940

Bob Fitch (eigentlich Robert E. Fitch; * 28. Juli 1919; † 15. April 2003) war ein US-amerikanischer Diskuswerfer.
Am 8. Juni 1946 stellte er in Minneapolis mit 54,93 m einen Weltrekord auf.
1942 und 1946 wurde er US-Meister. Für die University of Minnesota startend wurde er 1942 NCAA-Meister.